# Primera División 1944/45
Die Primera División 1944/45 war die 14. Spielzeit der höchsten spanischen Fußballliga. Sie startete am 24. September 1944 und endete am 20. Mai 1945.

## Vor der Saison
- Als Titelverteidiger ging der zweimalige Meister FC Valencia ins Rennen. Letztjähriger Vizemeister wurde Atlético Aviación.
- Aufgestiegen aus der Segunda División sind Real Gijón und Real Murcia.

## Vereine
| Verein              | Stadt                 | Stadion                  |
| ------------------- | --------------------- | ------------------------ |
| CF Barcelona        | Barcelona             | Camp de Les Corts        |
| Español Barcelona   | Barcelona             | Estadi Sarrià            |
| Atlético Bilbao     | Bilbao                | Estadio San Mamés        |
| CD Castellón        | Castellón de la Plana | Campo del Sequiol        |
| FC Granada          | Granada               | Estadio des Los Cármenes |
| Deportivo La Coruña | La Coruña             | Estadio Riazor           |
| Real Gijón          | Gijón                 | El Molinón               |
| Real Madrid         | Madrid                | Estadio de Chamartín     |
| Atlético Aviación   | Madrid                | Estadio Metropolitano    |
| Real Murcia         | Murcia                | La Condomina             |
| Real Oviedo         | Oviedo                | Estadio Buenavista       |
| CE Sabadell         | Sabadell              | Estadio Cruz Alta        |
| FC Sevilla          | Sevilla               | Estadio de Nervión       |
| FC Valencia         | Valencia              | Estadio Mestalla         |

## Abschlusstabelle
| Pl. | Verein              | Sp. | S  | U | N  | Tore    | Quote | Punkte |
| --- | ------------------- | --- | -- | - | -- | ------- | ----- | ------ |
| 1.  | CF Barcelona        | 26  | 17 | 5 | 4  | 050:300 | 1,67  | 39:13  |
| 2.  | Real Madrid         | 26  | 18 | 2 | 6  | 068:350 | 1,94  | 38:14  |
| 3.  | Atlético Aviación   | 26  | 13 | 5 | 8  | 046:410 | 1,12  | 31:21  |
| 4.  | Real Oviedo         | 26  | 13 | 5 | 8  | 050:480 | 1,04  | 31:21  |
| 5.  | FC Valencia (M)     | 26  | 12 | 6 | 8  | 061:350 | 1,74  | 30:22  |
| 6.  | Atlético Bilbao (P) | 26  | 14 | 2 | 10 | 054:410 | 1,32  | 30:22  |
| 7.  | Real Gijón (N)      | 26  | 9  | 6 | 11 | 042:460 | 0,91  | 24:28  |
| 8.  | CD Castellón        | 26  | 10 | 4 | 12 | 043:500 | 0,86  | 24:28  |
| 9.  | Español Barcelona   | 26  | 10 | 3 | 13 | 044:390 | 1,13  | 23:29  |
| 10. | FC Sevilla          | 26  | 9  | 4 | 13 | 052:490 | 1,06  | 22:30  |
| 11. | Real Murcia (N)     | 26  | 7  | 5 | 14 | 040:580 | 0,69  | 19:33  |
| 12. | FC Granada          | 26  | 7  | 5 | 14 | 040:550 | 0,73  | 19:33  |
| 13. | CE Sabadell         | 26  | 6  | 5 | 15 | 030:670 | 0,45  | 17:35  |
| 14. | Deportivo La Coruña | 26  | 5  | 7 | 14 | 036:620 | 0,58  | 17:35  |

Platzierungskriterien: 1. Punkte – 2. Direkter Vergleich – 3. Torquotient – 4. geschossene Tore
| (M) | Spanischer Meister 1943/44                 |
| (P) | Pokalsieger 1944                           |
| (N) | Neuaufsteiger der Segunda División 1943/44 |

### Relegation
|            | Ergebnis |            |
| ---------- | -------- | ---------- |
| FC Granada | 1:4      | Celta Vigo |

## Kreuztabelle
| 1944/45             | CF Barcelona | Real Madrid | Atlético Aviación | Real Oviedo | FC Valencia | Atlético Bilbao | Real Gijón | CD Castellón | Español Barcelona |     | Real Murcia | FC Granada | CE Sabadell | Deportivo La Coruña |
| ------------------- | ------------ | ----------- | ----------------- | ----------- | ----------- | --------------- | ---------- | ------------ | ----------------- | --- | ----------- | ---------- | ----------- | ------------------- |
| CF Barcelona        |              | 5:0         | 2:2               | 0:1         | 1:0         | 5:2             | 2:0        | 3:1          | 1:0               | 3:1 | 1:0         | 4:2        | 2:1         | 3:0                 |
| Real Madrid         | 1:0          |             | 3:1               | 4:1         | 1:1         | 4:1             | 4:1        | 2:1          | 3:0               | 5:0 | 2:1         | 6:2        | 8:0         | 6:0                 |
| Atlético Aviación   | 1:1          | 0:1         |                   | 4:3         | 4:1         | 1:0             | 2:0        | 4:0          | 3:1               | 3:1 | 4:3         | 1:1        | 2:1         | 1:1                 |
| Real Oviedo         | 6:0          | 4:0         | 3:2               |             | 2:0         | 2:0             | 2:1        | 2:0          | 1:0               | 2:0 | 3:2         | 1:1        | 6:2         | 2:2                 |
| FC Valencia         | 2:3          | 4:1         | 5:0               | 1:1         |             | 3:0             | 4:1        | 4:1          | 2:0               | 4:0 | 9:3         | 4:0        | 1:1         | 2:0                 |
| Atlético Bilbao     | 4:1          | 2:1         | 0:1               | 0:1         | 2:2         |                 | 0:1        | 1:3          | 3:0               | 4:0 | 5:1         | 4:1        | 4:1         | 5:2                 |
| Real Gijón          | 2:5          | 0:1         | 2:0               | 6:0         | 4:2         | 0:2             |            | 4:0          | 0:1               | 3:1 | 4:1         | 3:1        | 1:0         | 3:3                 |
| CD Castellón        | 0:1          | 0:3         | 2:3               | 5:3         | 0:0         | 1:0             | 3:0        |              | 2:0               | 2:2 | 2:1         | 2:0        | 8:0         | 4:0                 |
| Español Barcelona   | 1:1          | 2:0         | 0:3               | 3:0         | 0:2         | 2:3             | 0:0        | 5:1          |                   | 2:1 | 1:0         | 7:2        | 1:3         | 7:1                 |
| FC Sevilla          | 0:0          | 1:2         | 4:1               | 1:1         | 3:2         | 2:3             | 6:0        | 8:1          | 1:1               |     | 4:0         | 4:1        | 4:0         | 3:0                 |
| Real Murcia         | 1:1          | 3:5         | 0:0               | 5:1         | 2:1         | 2:2             | 2:2        | 2:0          | 1:2               | 3:1 |             | 2:0        | 2:0         | 1:0                 |
| FC Granada          | 1:2          | 0:1         | 2:1               | 5:1         | 2:1         | 2:3             | 0:0        | 0:2          | 2:0               | 3:1 | 1:1         |            | 5:0         | 3:0                 |
| CE Sabadell         | 0:1          | 3:2         | 0:1               | 0:0         | 1:1         | 1:2             | 2:2        | 1:1          | 0:6               | 2:3 | 4:0         | 3:2        |             | 2:1                 |
| Deportivo La Coruña | 1:2          | 2:2         | 4:1               | 4:1         | 2:3         | 1:2             | 2:2        | 1:1          | 3:2               | 1:0 | 3:1         | 1:1        | 1:2         |                     |

## Nach der Saison
- 1. – CF Barcelona – Meister

Absteiger in die Segunda División
- 12. – FC Granada
- 13. – CE Sabadell
- 14. – Deportivo La Coruña

Aufsteiger in die Primera División
- CD Alcoyano
- Hércules Alicante
- Celta Vigo

## Pichichi-Trophäe
Die Pichichi-Trophäe wird jährlich für den besten Torschützen der Spielzeit vergeben.
| Pl. | Nat.         | Spieler             | Verein          | Tore |
| --- | ------------ | ------------------- | --------------- | ---- |
| 1   | Spanien 1938 | Zarra               | Atlético Bilbao | 19   |
| 2   | Spanien 1938 | Guillermo Gorostiza | FC Valencia     | 17   |
| 3   | Spanien 1938 | Mundo               | FC Valencia     | 16   |
|     | Spanien 1938 | Sabino Barinaga     | Real Madrid     | 16   |
|     | Spanien 1938 | Josep Escolà        | CF Barcelona    | 16   |
| 5   | Spanien 1938 | César Rodríguez     | CF Barcelona    | 15   |

## Die Meistermannschaft des CF Barcelona
(Spieler mit mindestens 5 Einsätzen wurden berücksichtigt; in Klammern sind die Spiele und Tore angegeben)
| 1.           | CF Barcelona |
| CF Barcelona | - Tor: Quique Martín Navarro (9/–); Juan Zambudio Velasco (15/–) - Abwehr: Francisco Calvet (10/–); Curta (20/–); Jaime Elias (25/–); Gonzalvo II (26/–) - Mittelfeld: Gonzalvo III (14/5); Josep Raich (17/–); Juan Sans (22/–) - Sturm: José Bravo (18/8); Josep Escolà (26/16); Mariano Martín (11/4); José Valle Mas (14/–); César Rodríguez (24/15); Jaime Sospedra (10/2) - Trainer: Josep Samitier |